# Jezioro Borzechowskie Małe
Jezioro Borzechowskie Małe – przepływowe jezioro rynnowe w Polsce, położone w województwie pomorskim, w powiecie starogardzkim, w gminie Zblewo, w mezoregionie Bory Tucholskie.
Powierzchnia zwierciadła wody według różnych źródeł wynosi od 20,78 ha do 23,0 ha.